# Giaglione
Giaglione – miejscowość i gmina we Włoszech, w regionie Piemont, w prowincji Turyn.
Według danych na rok 2004 gminę zamieszkiwały 692 osoby, 21 os./km².